# Ivan Vojnár
Ivan Vojnár (* 28. září 1942 Žilina) je český fotograf, kameraman a režisér slovenského původu.

## Život
V letech 1960–1965 vystudoval kameru na pražské FAMU a po absolutoriu spolupracoval jako kameraman na mnoha českých a slovenských dokumentech (mimo jiné jako „dvorní“ kameraman Drahomíry Vihanové) a hraných filmech.

## Dílo
Od konce osmdesátých let se věnuje samostatné režii, jak v oblasti dokumentárního, tak i hraného filmu. Jako kameraman spolupracoval mimo jiné s Ivanem Balaďou, Jaromilem Jirešem nebo Karlem Vachkem.

## Filmografie

### Režie
- Sen o Pierotovi (1988)
- Strach (1989)
- Cesta (1992)
- Krajina s ohněm (1992)
- Nespavost (1993)
- GEN o Miroslavu Ondříčkovi (1993)
- Herci (1995)
- V zahradě (1995)
- Cesta pustým lesem (1997)
- Ženy mého muže (1999)
- Proroci a básníci. Kapitoly z kalendáře (2000)
- Zpověď svědka holokaustu (2003)
- Lesní chodci (2003)
- Ženy mého muže (2009)
- Cinematerapie (2010)
- Nepravděpodobná romance (2013)